# 2006 în științifico-fantastic
- 2005 în științifico-fantastic — 2006 în științifico-fantastic — 2007 în științifico-fantastic

2006 în științifico-fantastic implică o serie de evenimente:

## Decese
- 24 februarie : Octavia E. Butler, scriitor american, decedat la 58 de ani.
- 27 martie : Stanisław Lem, scriitor polonez, decedat la 84 de ani.
- 8 august : Bob Leman, scriitor american, decedat la 84 de ani.
- 16 septembrie - Doru Pruteanu, scriitor, critic, eseist, animator science-fiction (n. 1955)
- 6 noiembrie : Nelson S. Bond, scriitor american, decedat la 97 de ani.
- 10 noiembrie : Jack Williamson, scriitor american, decedat la 98 de ani.

## Filme
| Titlu                                 | Regizor            | Distribuție                                                                   | Țara                                                                       | Sub-Gen /Note                |
| ------------------------------------- | ------------------ | ----------------------------------------------------------------------------- | -------------------------------------------------------------------------- | ---------------------------- |
| A Scanner Darkly (Viziuni întunecate) | Richard Linklater  | Keanu Reeves, Robert Downey, Jr., Woody Harrelson                             | Statele Unite ale Americii                                                 | Animație, Polițist, Dramatic |
| Aachi & Ssipak                        | Joe Bum-Jim        |                                                                               | Coreea de Sud                                                              | Animație                     |
| AINOA                                 | Marco Kalantari    | Simon Licht, Verena Buratti, Gabriela Benesch                                 | Austria                                                                    | Acțiune, Aventură            |
| Altered                               | Eduardo Sanchez    | Paul McCarthy Boyington, James Gammon, Brad William Henke                     | Statele Unite ale Americii                                                 | Groază                       |
| Aziris Nuna                           | Oleg Kompasov      | Aleksandr Filippenko                                                          | Rusia                                                                      | Acțiune, Aventură            |
| Children of Men                       | Alfonso Cuarón     | Clive Owen, Julianne Moore, Michael Caine                                     | Statele Unite ale Americii                                                 | Aventură, Dramatic           |
| Day Watch                             | Timur Bekmambetov  | Konstantin Khabensky, Maria Poroshina, Vladimir Menshov                       | Rusia                                                                      | Acțiune, Fantastic           |
| Déjà Vu                               | Tony Scott         | Denzel Washington, Paula Patton, Val Kilmer                                   | Statele Unite ale Americii                                                 | Acțiune. Polițist, Thriller  |
| Displaced                             | Martin Holland     | Mark Strange, Malcolm Hankey, Stephanie Fend                                  | Regatul Unit al Marii Britanii și al Irlandei de Nord                      | Acțiune. Aventură            |
| The Fountain                          | Darren Aronofsky   | Hugh Jackman, Rachel Weisz                                                    | Statele Unite ale Americii                                                 | Romantic Dramatic            |
| Gamera the Brave                      | Ryuta Tasaki       | Ryo Tomioka, Kanji Tsuda, Kaho                                                | Japonia                                                                    | Kaiju                        |
| The Girl Who Leapt Through Time       | Mamoru Hosoda      | Riisa Naka, Takuya Ishida, Mitsutaka Itakura                                  | Japonia                                                                    | Anime                        |
| The Host                              | Bong Joon-ho       | Song Kang-ho, Byeon Hee-bong, Park Hae-il                                     | Coreea de Sud                                                              | Film cu monștri              |
| Idiocracy                             | Mike Judge         | Luke Wilson, Maya Rudolph, Dax Shepard                                        | Statele Unite ale Americii                                                 | Satiric, Comedie             |
| Krrish                                | Rakesh Roshan      | Hrithik Roshan, Priyanka Chopra, Naseeruddin Shah, Rekha                      | India                                                                      | Hindi, Film cu supereroi     |
| Lifted                                | Gary Rydstrom      |                                                                               | Statele Unite ale Americii                                                 | Animație                     |
| Paprika                               | Satoshi Kon        |                                                                               | Japonia                                                                    | Anime                        |
| Renaissance                           | Christian Volckman |                                                                               | Luxemburg · Franța · Regatul Unit al Marii Britanii și al Irlandei de Nord | Animație                     |
| Southland Tales                       | Richard Kelly      | Dwayne Douglas Johnson, Justin Timberlake, Sarah Michelle Geller, Mandy Moore | Statele Unite ale Americii                                                 | Comedie neagră, Dramatic     |
| Slither                               | James Gunn         | Nathan Fillion, Elizabeth Banks, Gregg Henry                                  | Statele Unite ale Americii                                                 | Groază, Comedie              |
| Superman Returns                      | Bryan Singer       | Brandon Routh, Kate Bosworth, James Marsden, Kevin Spacey, Parker Posey       | Statele Unite ale Americii                                                 | Film cu supereroi            |
| Ultraviolet                           | Kurt Wimmer        | Milla Jovovich, Cameron Bright                                                | Statele Unite ale Americii                                                 | Acțiune                      |
| Unidentified                          | Rich Christiano    | Jonathan Aube, Josh Adamson, Rebecca St. James                                | Statele Unite ale Americii                                                 | Supranatural                 |
| V for Vendetta                        | James McTeigue     | Natalie Portman, Hugo Weaving                                                 | Statele Unite ale Americii                                                 | Distopic, Thriller           |
| X-Men: The Last Stand                 | Brett Ratner       | Hugh Jackman, Halle Berry, Ian McKellen, Anna Paquin, Patrick Stewart         | Statele Unite ale Americii                                                 | Film cu supereroi            |
| Zerophilia                            | Martin Curland     | Taylor Handley, Dustin Seavey                                                 | Statele Unite ale Americii                                                 | Romantic, Comedie            |
|                                       |                    |                                                                               |                                                                            |                              |

## Premii
Premiul Hugo pentru cel mai bun roman
- Turbion de Robert Charles Wilson

Premiul Nebula pentru cel mai bun roman
- Exploratorul de Jack McDevitt (2006)

Premiul Saturn
- Cel mai bun film SF: Copiii tatălui -- Children of Men